# 特温·汉巴
特温·汉巴（1998年8月1日—）生于巴吞他尼府农色县，是一名泰国男子跆拳道运动员。他在7岁开始接触跆拳道，2013年进入泰国青年国家队，并在同年首次出战国际青少年赛事。2016年，他代表泰国出战里约奥运，闯入男子58公斤级决赛并获得银牌，成为历史上首位获得奥运男子跆拳道奖牌的泰国选手的同时，也以18岁17天的年龄成为最年轻的泰国男子奥运奖牌得主。奥运结束后，他正式进入朱拉隆功大学政治科学学院就读。